# Novica Veličković
Novica Veličković (en serbe cyrillique : Новица Величковић), né le 5 octobre 1986 à Belgrade, est un joueur serbe de basket-ball, évoluant au poste d'ailier.

## Biographie
Le 23 juin 2009, il rejoint le Real Madrid.
En septembre 2009, il finit deuxième de l'Euro Basket 2009 avec la Serbie.
Veličković est opéré du genou en juillet 2012 et peine à revenir à son niveau. Fin janvier 2013, il signe un contrat court avec le KK Mega Vizura qui évolue en première division serbe. En août 2013, il rejoint le club allemand de Brose Baskets qu'il quitte en février 2014 pour rejoindre Mega Vizura.
En juin 2014, il rejoint le Trabzonspor, club turc de première division.
En mars 2016, Veličković revient au Partizan Belgrade.
Il prend sa retraite de joueur en septembre 2021.

## Distinctions personnelles
- Désigné MVP du Final Four de la Ligue adriatique de basket-ball 2008-2009
- Désigné meilleur espoir de nommé meilleur espoir de l'Euroligue 2008-2009